# Nor-Am Cup 2005
La Nor-Am Cup 2005 fu la 28ª edizione della manifestazione organizzata dalla Federazione Internazionale Sci.
La stagione maschile iniziò il 21 novembre 2004 a Jackson, negli Stati Uniti, e si concluse il 1º aprile 2005 a Mammoth Mountain, ancora negli Stati Uniti; furono disputate 20 gare (4 discese libere, 4 supergiganti, 6 slalom giganti, 6 slalom speciali), in 7 diverse località. Il canadese John Kucera si aggiudicò sia la classifica generale, sia quelle di discesa libera e di supergigante; il suo connazionale Ryan Semple vinse quella di slalom gigante, lo statunitense Chip Knight quella di slalom speciale. Il canadese David Anderson era il detentore uscente della Coppa generale.
La stagione femminile iniziò il 30 novembre 2004 a Winter Park, negli Stati Uniti, e si concluse il 1º aprile 2005 a Mammoth Mountain, ancora negli Stati Uniti; furono disputate 19 gare (4 discese libere, 3 supergiganti, 6 slalom giganti, 6 slalom speciali), in 8 diverse località. La canadese Brigitte Acton si aggiudicò sia la classifica generale, sia quella di slalom speciale (quest'ultima a pari merito con la statunitense Kaylin Richardson); la sua connazionale Sherry Lawrence vinse quelle di discesa libera e di supergigante, la statunitense Jessica Kelley quella di slalom gigante. La statunitense Stacey Cook era la detentrice uscente della Coppa generale.

## Uomini

### Risultati
| Data             | Località         | Nazione     | Spec. | Primo                  | Secondo                   | Terzo                        |
| ---------------- | ---------------- | ----------- | ----- | ---------------------- | ------------------------- | ---------------------------- |
| 21 novembre 2004 | Jackson          | Stati Uniti | SL    | Kentarō Minagawa       | Ted Ligety                | Akira Sasaki                 |
| 22 novembre 2004 | Jackson          | Stati Uniti | SL    | Kentarō Minagawa       | Daniel Albrecht           | Akira Sasaki                 |
| 6 dicembre 2004  | Beaver Creek     | Stati Uniti | GS    | Chip Knight            | Ryan Semple               | Tom Rothrock                 |
| 7 dicembre 2004  | Beaver Creek     | Stati Uniti | GS    | Tom Rothrock           | François Bourque          | Jimmy Cochran Ted Ligety     |
| 12 dicembre 2004 | Lake Louise      | Canada      | DH    | John Kucera            | Manuel Osborne-Paradis    | Roger Cruickshank            |
| 13 dicembre 2004 | Lake Louise      | Canada      | DH    | Manuel Osborne-Paradis | John Kucera               | Jakub Fiala                  |
| 14 dicembre 2004 | Lake Louise      | Canada      | SG    | Jakub Fiala            | Manuel Osborne-Paradis    | Brad Spence                  |
| 15 dicembre 2004 | Lake Louise      | Canada      | SG    | John Kucera            | Brad Spence               | Jakub Fiala                  |
| 3 gennaio 2005   | Sunday River     | Stati Uniti | GS    | Patrick Biggs          | Ryan Semple               | Jesse Marshall               |
| 4 gennaio 2005   | Sunday River     | Stati Uniti | GS    | John Kucera            | Ryan Semple               | Chip Knight                  |
| 3 gennaio 2005   | Sunday River     | Stati Uniti | SL    | Patrick Biggs          | Michael Janyk             | Paul McDonald                |
| 6 gennaio 2005   | Sunday River     | Stati Uniti | SL    | Drew Roberts           | Cody Marshall Brad Spence |                              |
| 8 marzo 2005     | Mont-Tremblant   | Canada      | SL    | Chip Knight            | Paul Stutz                | Kilian Albrecht Tom Rothrock |
| 9 marzo 2005     | Mont-Tremblant   | Canada      | SL    | Chip Knight            | Kilian Albrecht           | Roger Brown                  |
| 10 marzo 2005    | Mont-Tremblant   | Canada      | GS    | Jimmy Cochran          | Ryan Semple               | Tom Rothrock                 |
| 11 marzo 2005    | Mont-Tremblant   | Canada      | SL    | Jimmy Cochran          | Tom Rothrock              | Jesse Marshall               |
| 14 marzo 2005    | Le Massif        | Canada      | SG    | Justin Johnson         | John Kucera               | Erik Guay                    |
| 17 marzo 2005    | Le Massif        | Canada      | DH    | John Kucera            | Justin Johnson            | Erik Guay                    |
| 18 marzo 2005    | Le Massif        | Canada      | SG    | John Kucera            | Brad Spence               | Stefan Guay                  |
| 1º aprile 2005   | Mammoth Mountain | Stati Uniti | DH    | Steven Nyman           | Justin Johnson            | John Kucera                  |

Legenda:

DH = discesa libera

SG = supergigante

GS = slalom gigante

SL = slalom speciale

### Classifiche

#### Generale
| Pos. | Nome                   | Nazione     | Punti |
| ---- | ---------------------- | ----------- | ----- |
| 1    | John Kucera            | Canada      | 1011  |
| 2    | Chip Knight            | Stati Uniti | 995   |
| 3    | Brad Spence            | Canada      | 554   |
| 4    | Ryan Semple            | Canada      | 492   |
| 5    | Steven Nyman           | Stati Uniti | 468   |
| 6    | Tom Rothrock           | Stati Uniti | 397   |
| 7    | Jimmy Cochran          | Stati Uniti | 373   |
| 8    | Justin Johnson         | Stati Uniti | 329   |
| 9    | Tim Jitloff            | Stati Uniti | 326   |
| 10   | Manuel Osborne-Paradis | Canada      | 313   |

#### Discesa libera
| Pos. | Nome                   | Nazione     | Punti |
| ---- | ---------------------- | ----------- | ----- |
| 1    | John Kucera            | Canada      | 340   |
| 2    | Steven Nyman           | Stati Uniti | 198   |
| 3    | Manuel Osborne-Paradis | Canada      | 180   |
| 4    | Justin Johnson         | Stati Uniti | 160   |
| 5    | Jakub Fiala            | Stati Uniti | 140   |

#### Supergigante
| Pos. | Nome           | Nazione     | Punti |
| ---- | -------------- | ----------- | ----- |
| 1    | John Kucera    | Canada      | 330   |
| 2    | Robbie Dixon   | Canada      | 220   |
| 3    | Jakub Fiala    | Stati Uniti | 160   |
| 4    | Steven Nyman   | Stati Uniti | 140   |
| 5    | Justin Johnson | Stati Uniti | 120   |

#### Slalom gigante
| Pos. | Nome          | Nazione     | Punti |
| ---- | ------------- | ----------- | ----- |
| 1    | Ryan Semple   | Canada      | 394   |
| 2    | Jimmy Cochran | Stati Uniti | 331   |
| 3    | Tom Rothrock  | Stati Uniti | 300   |
| 4    | John Kucera   | Canada      | 290   |
| 5    | Chip Knight   | Stati Uniti | 244   |

#### Slalom speciale
| Pos. | Nome             | Nazione     | Punti |
| ---- | ---------------- | ----------- | ----- |
| 1    | Chip Knight      | Stati Uniti | 272   |
| 2    | Brad Spence      | Canada      | 204   |
| 3    | Kentarō Minagawa | Giappone    | 200   |
| 4    | Patrick Biggs    | Canada      | 185   |
| 5    | Drew Roberts     | Stati Uniti | 160   |

## Donne

### Risultati
| Data             | Località         | Nazione     | Spec. | Prima                  | Seconda                       | Terza             |
| ---------------- | ---------------- | ----------- | ----- | ---------------------- | ----------------------------- | ----------------- |
| 30 novembre 2004 | Winter Park      | Stati Uniti | SL    | Britt Janyk            | Jenny Lathrop                 | Brigitte Acton    |
| 1º dicembre 2004 | Winter Park      | Stati Uniti | SL    | Silke Bachmann         | Brigitte Acton                | Britt Janyk       |
| 2 dicembre 2004  | Winter Park      | Stati Uniti | GS    | Jessica Kelley         | Christina Lustenberger        | Ana Jelušić       |
| 3 dicembre 2004  | Winter Park      | Stati Uniti | GS    | Christina Lustenberger | Britt Janyk                   | Kristen Mielke    |
| 7 dicembre 2004  | Lake Louise      | Canada      | SG    | Stacey Cook            | Shona Rubens                  | Christina Risler  |
| 8 dicembre 2004  | Lake Louise      | Canada      | SG    | Stacey Cook            | Caitlin Ciccone               | Chelsea Marshall  |
| 12 dicembre 2004 | Lake Louise      | Canada      | DH    | Caitlin Ciccone        | Shona Rubens                  | Sherry Lawrence   |
| 13 dicembre 2004 | Lake Louise      | Canada      | SG    | Sherry Lawrence        | Kate Bragg                    | Shona Rubens      |
| 2 gennaio 2005   | Mont-Sainte-Anne | Canada      | SL    | Kaylin Richardson      | Brigitte Acton                | Katie Hitchcock   |
| 3 gennaio 2005   | Mont-Sainte-Anne | Canada      | SL    | Kaylin Richardson      | Lauren Ross                   | Brigitte Acton    |
| 4 gennaio 2005   | Mont-Sainte-Anne | Canada      | GS    | Sophie Splawinski      | Caitlin Ciccone               | Kristen Mielke    |
| 5 gennaio 2005   | Mont-Sainte-Anne | Canada      | GS    | Jessica Kelley         | Sophie Splawinski             | Brigitte Acton    |
| 6 febbraio 2005  | Apex             | Canada      | SG    | Danielle Poleschuk     | Sherry Lawrence               | Chelsea Marshall  |
| 8 marzo 2005     | Craigleith       | Canada      | SL    | Kaylin Richardson      | Anna Goodman                  | Jenny Lathrop     |
| 9 marzo 2005     | Craigleith       | Canada      | SL    | Lauren Ross            | Brigitte Acton                | Kaylin Richardson |
| 10 marzo 2005    | Georgian Peaks   | Canada      | GS    | Kristen Mielke         | Sophie Splawinski             | Brigitte Acton    |
| 11 marzo 2005    | Georgian Peaks   | Canada      | GS    | Brigitte Acton         | Kristen Mielke                | Jessica Kelley    |
| 17 marzo 2005    | Le Massif        | Canada      | DH    | Emily Brydon           | Kelly VanderBeek              | Geneviève Simard  |
| 1º aprile 2005   | Mammoth Mountain | Stati Uniti | DH    | Jonna Mendes           | Caroline Lalive Julia Mancuso |                   |

Legenda:

DH = discesa libera

SG = supergigante

GS = slalom gigante

SL = slalom speciale

### Classifiche

#### Generale
| Pos. | Nome              | Nazione     | Punti |
| ---- | ----------------- | ----------- | ----- |
| 1    | Brigitte Acton    | Canada      | 658   |
| 2    | Jessica Kelley    | Stati Uniti | 621   |
| 3    | Lauren Ross       | Stati Uniti | 606   |
| 4    | Chelsea Marshall  | Stati Uniti | 510   |
| 5    | Caitlin Ciccone   | Stati Uniti | 498   |
| 6    | Shona Rubens      | Canada      | 463   |
| 7    | Sherry Lawrence   | Canada      | 462   |
| 8    | Kaylin Richardson | Stati Uniti | 455   |
| 9    | Britt Janyk       | Canada      | 450   |
| 10   | Sophie Splawinski | Canada      | 416   |

#### Discesa libera
| Pos. | Nome             | Nazione     | Punti |
| ---- | ---------------- | ----------- | ----- |
| 1    | Sherry Lawrence  | Canada      | 229   |
| 2    | Shona Rubens     | Canada      | 226   |
| 3    | Caitlin Ciccone  | Stati Uniti | 172   |
| 4    | Julia Littman    | Stati Uniti | 128   |
| 5    | Chelsea Marshall | Stati Uniti | 117   |

#### Supergigante
| Pos. | Nome               | Nazione     | Punti |
| ---- | ------------------ | ----------- | ----- |
| 1    | Sherry Lawrence    | Canada      | 210   |
| 2    | Stacey Cook        | Stati Uniti | 200   |
| 3    | Chelsea Marshall   | Stati Uniti | 160   |
| 4    | Danielle Poleschuk | Canada      | 134   |
| 5    | Chirine Njeim      | Libano      | 121   |

#### Slalom gigante
| Pos. | Nome              | Nazione     | Punti |
| ---- | ----------------- | ----------- | ----- |
| 1    | Jessica Kelley    | Stati Uniti | 349   |
| 2    | Kristen Mielke    | Stati Uniti | 329   |
| 3    | Sophie Splawinski | Canada      | 310   |
| 4    | Brigitte Acton    | Canada      | 278   |
| 5    | Lauren Ross       | Stati Uniti | 260   |

#### Slalom speciale
| Pos. | Nome              | Nazione     | Punti |
| ---- | ----------------- | ----------- | ----- |
| 1    | Brigitte Acton    | Canada      | 360   |
| 1    | Kaylin Richardson | Stati Uniti | 360   |
| 3    | Lauren Ross       | Stati Uniti | 346   |
| 4    | Jessica Kelley    | Stati Uniti | 272   |
| 5    | Jenny Lathrop     | Stati Uniti | 243   |